# Malejevsk
Malejevsk (ryska: Малеевск) är en ort i Kazakstan.   Den ligger i oblystet Östkazakstan, i den östra delen av landet, 900 km öster om huvudstaden Astana. Malejevsk ligger 426 meter över havet och antalet invånare är 2 678.
Terrängen runt Malejevsk är lite kuperad. Runt Malejevsk är det mycket glesbefolkat, med 3 invånare per kvadratkilometer. Närmaste större samhälle är Zyrianovsk, 9,5 km söder om Malejevsk. Trakten runt Malejevsk består i huvudsak av gräsmarker.